# Obernitz
Obernitz ist ein Stadtteil von Saalfeld/Saale (Landkreis Saalfeld-Rudolstadt, Thüringen).

## Geografie
Obernitz liegt südlich der Kernstadt Saalfeld außerhalb des ehemaligen Stadtrandes an der Bundesstraße 85 und an der Saale, die in Höhe der Ortslage ein Stauwehr überwinden muss. Hier zweigt der Bach ab, der die Neumühle in Saalfeld betrieb, wo später die Mauxion-Schokoladenfabrik errichtet wurde. Über eine Straßenbrücke über die Saale im Norden des Ortes kann Saalfeld erreicht werden. Der Ort liegt in einem kurzen Seitental der Saale zwischen dem Bohlenberg mit der zur Saale steil abfallenden Bohlenwand am Rande des gleichnamigen NSGs im Norden und dem Pfaffenberg im Süden. Die geschichtsträchtige Gemarkung um Obernitz ist kupiert, östlich der Saale hängig und bewaldet. In der Flussaue befinden sich fruchtbare und grundwassernahe Böden. An den Hängen sind plateauartige Ebenen, die landwirtschaftlich genutzt werden. Das Klima ist ausgeglichen und mild.

## Geschichte
Die urkundliche Ersterwähnung von Obernitz erfolgte am 19. Juni 1258.
Bis heute ist das ehemalige Dorf und der jetzige Stadtteil land-, forst- und fremdenwirtschaftlich geprägt.
In der Flur von Obernitz ragt der Gleitsch als spitzer Sporn von Norden in das Saaletal und ändert somit den Lauf der Saale zu einer scharfen Biegung nach Süden, dann nach Westen und Norden. Der Berg bildet einen markanten natürlichen Punkt. Dort befindet sich die Teufelsbrücke mit einer nach Süden öffnenden Höhle. Hier wurden auch altsteinzeitliche Steinzeichnungen gefunden. Außerdem konnten Funde der späteren Bronzezeit geborgen werden. Über diesem Siedlungspunkt befand sich auf dem Gipfel eine Wallanlage mit einem Opferplatz.
Der Abhang dieses Berges zur Saale hin bildet eine lange, etwa 120 Meter hohe Felswand, die sogenannte Bohlenwand. Die Bohlenwand ist in die Liste der Nationalen Geotope aufgenommen.
Die Eingemeindung in die Stadt Saalfeld erfolgte am 1. Juli 1950.